# HK Avangard Omsk
Khokkejnyj Klub Avangard (russisk: Хоккейный клуб Авангард, dansk: Ishockeyklubben Avangard) er en professionel russisk ishockeyklub, der spiller i den Kontinentale Hockey-Liga (KHL). Klubben blev stiftet i 1950 under navnet Spartak Omsk og har hjemmebane i Omsk Arena i Omsk i det sydvestlige Sibirien.
Klubbens største rivaler i KHL er Metallurg Magnitogorsk, Sibir Novosibirsk, Salavat Julajev Ufa, Ak Bars Kazan og, i mindre udstrækning, Vitjaz.

## Historie

### De første år med ishockey i Omsk (1950-72)
De første amatørishockeyhold i Omsk begyndte at dukke op i 1950 og blev dannet af lokale bandyspillere. Et af dem var ishockeyafdelingen af Spartak. Spartak Omsk blev valgt som Omsks deltager i det russiske mesterskab i ishockey i 1950-51. I sæsonen 1955-56 fik holdet muligheden for at repræsentere byen i det sovjetiske mesterskab, hvor den blev optaget i den næstbedste sovjetiske liga, Klasse B, og derfor kunne tiltrække byens bedste spillere. Efter fire sæsoner i ligaen rykkede klubben op i Klasse A.
Den 29. november 1959 spillede Spartak Omsk sin første kamp i Klasse A, hvor modstanderen var Spartak Sverdlovsk (senere Avtomobilist Jekaterinburg). Avangards første mål blev scoret af Viktor Sjeveljev. I 1962 blev holdet tilknyttet en fagforening for arbejdere i Omsk Centrallufthavn og skiftede i den forbindelse navn til Aeroflot Omsk. I den første sæson under dette navn opnåede holdet en 13.-plads i grundspillet i Klasse A, og endte sæsonen på en samlet 16.-plads. Klasse A, der indtil da havde bestået af 20 hold, blev efter sæsonen blev opdelt i to grupper, hvoraf der kun var 12 hold i den bedste gruppe, hvorfor Aeroflot Omsk havnede i 2. gruppe. De første stjerner i klubben var backen Viktor Blinov og forwarden Viktor Sjeveljev.
I 1966 blev 2. gruppe opdelt i 2. gruppe og 3. gruppe, og Aeroflot Omsk endte endnu en gang i den svageste af de to grupper, som herefter udgjorde tredjebedste række i det sovjetiske ligasystem. Året efter skiftede klubben igen navn, denne gang til Kautjuk (dansk: gummi), hvilket afspejlede, at holdet blev tilknyttet kombinatet Sibirskij Kautjuk. I sæsonen 1969-70 blev Jevgenij Babitj træner i klubben, og han afsluttede dermed sin trænerkarriere i Omsk.

### Den sene sovjettid (1972-91)
I 1972 fusionerede Kautjuk med lokalrivalen Lokomotiv Omsk under navnet Khimik. Det førte umiddelbart til, at holdet i 1973 rykkede op i den næstbedste række, som i mellemtiden var blevet omdøbt til Første Liga. Den næste sæson var klubbens første i den næstbedste række i syv år og blev samtidig den første, der blev spillet på kunstis. Holdet spillede dog stadig udendørs.
I 1975 blev Khimik Omsk tilknyttet Omsks dækfabrik og blev derfor omdøbt til Shinnik (dansk: dækmager). I 1981 blev holdet tilknyttet Omsktransmasj og fik sit nuværende navn, Avangard. I 1987 flyttede spillerne til det længe ventede Irtysj Sport Kompleks, holdets første indendørs arena.

### Gennembrud i bedste række (1991-97)
Efter 27 års balancering mellem den næstbedste og tredjebedste række fik Avangard i 1990 muligheden for at spille kvalifikation til den bedste række, Vyssjaja Liga. Det lykkedes dog ikke i første omgang, men allerede den følgende sæson formåede Avangard i oprykningsspillet at sikre sig oprykning til Vyssjaja Liga, hvor den i sin første sæson med Leonid Kiseljev ved roret overgik Aeroflot Omsks præstation fra 1960'erne ved at slutte på 12.-pladsen i ligaen.
Kiseljev fortsatte med at træne Avangard på dets vej mod at blive en anerkendt klub i den Internationale Hockey-Liga, der i 1992 afløste den sovjetiske liga. I ligaens første sæson blev holdet suppleret med Jevgenij Sjastin, en sovjetisk stjerne fra 1980'erne uddannet fra Omsks ishockeyskole. Avangard endte på tredjepladsen i øst-konferencen og blev slået ud i kvartfinalen i slutspillet. Efter en skuffende 1993–94-sæson, gentog Avangard succesen i 1994-95 med en andenplads i øst-konferencen og endnu en slutspilskvartfinale, hvor klubben blev besejret af de senere mestre, Dynamo Moskva.
Historien om Avangard i 1990'erne kulminerede i sæsonen 1995-96, hvor holdet blev nr. 2 i øst-konferencen i grundspillet og efterfølgende endte på tredjepladsen i slutspillet. Holdet delte dermed bronzemedaljerne i mesterskabet med Salavat Julajev Ufa, der fik samme antal point som Avangard. Nøglespillerne på det første medaljevindende hold fra Omsk hed Nikolaj Marinenko, Oleg Kryazjev og Andrej Rasolko.
I løbet af den følgende sæson, den første i den nyetablerede Russiske Superliga, kom forwarden Maksim Susjinskij til klubben, og han skulle blive den mest succesrige spiller i den efterfølgende tid i klubbens historie.

### Høgene (1997-2008)
Efter at Kiseljev forlod klubben i oktober 1997, blev Anatolij Bardin klubbens nye formand, mens den IHL Cup-vindende træner Vladimir Golubovitj overtog trænerposten. Holdet sluttede grundspillet på sjettepladsen men blev for anden sæson i træk slået ud i kvartfinalen. I sæsonen 1998-99 søsatte klubben en rebranding-kampagne under navnet Omskije Jastreby (russisk: Омские Ястребы, engelsk: Omsk Hawks), hvor klubbens logo blev skiftet til det nuværende og holdfarverne ændret til sort og rød. Omsk sluttede på fjerdepladsen i grundspillet med ligaens tredjehøjeste tilskuertal, men endnu en gang formåede holdet ikke at nå længere i slutspillet end til kvartfinalerne, hvor det tabte med 3-0 i kampe til Torpedo Jaroslavl. I 1999 besatte holdet endvidere tredjepladsen i IIHF Contninental Cup, der blev afgjort på indbyrdes opgør mellem de tre bedste hold, der alle sluttede på samme pointtal.
I løbet af sæsonen 1999-2000 skiftede klubben træner til Gennadij Tsygurov, der kom til for at genopbygge holdet på grundlag af en ung generation af lokale spillere fra Omsk, bl.a. Aleksandr Svitov og Jegor Sjastin. Selvom udskiftningen af spillere i havde en lille negativ indflydelse på holdets placering i grundspillet, hvor det denne sæson endte på sjettepladsen og efterfølgende tabte til Metallurg Magnitogorsk i kvartfinalen, var kæden med Dmitrij Zatonskij, Ravil Jakubov og Maksim Susjinskij ligaens mest produktive. I Tsygurovs tid som træner blev Jakubov senere erstattet med Aleksandr Prokopjev, hvilket skabte en af de mest potente kæder i klubbens historie. I 2001-02-sæsonen blev Avangards førstekøde kåret til ligaens mest produktive kæde. Maksim Susjinskij blev slutspils-MVP i både 2001 og 2002, og han blev også udtaget til ligaens all star-hold i 2001-02. I 2000-01 fik den lokalt opvoksede back Kirill Koltsov debut for Avangard og blev samme sæson kåret til årets rookie. I 2001 lykkedes det Avangard-holdet under ledelse af Susjinskij at spille sig frem til slutspilsfinalen for første gang i klubbens historie, hvor det imidlertid måtte strække våben mod Metallurg Magnitogorsk, der vandt mesterskabet med 4-2 i kampe. Den følgende sæson blev holdet igen stoppet af Metallurg Magnitogorsk – denne gang i semifinalen.
I begyndelsen af 2000'erne blev Avangard en af de første russiske ishockeyklubber til at invitere højt profilerede udenlandske spillere. I 2001 skrev klubben kontrakt med Martin Procházka, der var blevet kåret som MVP ved VM i 2000, og i 2002 blev han efterfulgt af yderligere to tjekkiske landsholdsspillere, Pavel Patera og Tomáš Vlasák, og sammen udgjorde de tre en rent tjekkisk angrebskæde. Holdets tjekkiske forstærkning blev fuldendt med ansættelsen af den OL-vindende træner Ivan Hlinka som ny cheftræner i Avangard. Kæden med Procházka, Patera og Vlasák blev kåret som den farligste angrebskæde i ligaen, og Vlasák blev ligatopscorer. I den sæsons slutspil, blev Avangard det første RSL-hold, der vandt en slutspilsserie efter at have været bagud med 0-2 i kampe, da holdet i kvartfinalen besejrede Dynamo Moskva. I 2003-semiginalen kunne holdet imidlertid ikke besejret Severstal Tjerepovets, selvom det blev vurderet som en væsentligt svagere hold, og bagefter tabte Avangard kampen om tredjepladsen til Magnitogorsk. Efter sæsonen valgte Hlinka at indstille sin trænerkarriere til fordel for en karriere som agent.
Avangard Omsk vandt RSL-titlen i 2004, hvorved holdet kvalificerede sig til den første udgave af Mesterholdenes Europa Cup i ishockey. De blev endvidere de første vindere af den turnering, da de besejrede Finlands Kärpät i finalen.

### KHL (2008–)

#### 2008–09
Da KHL blev etableret i 2008 var det med Avangard Omsk som et af de 24 hold. Sæsonen 2008-09 blev imidlertid en af de værste i klubbens historie, og dens renomme blev skrammet af hændelser både på og uden for isen. I løbet af sommere havde Avanards general manager, Anatolij Bardin, travlt med at indgå kontrakter med 18 nye spillere, herunder den tidligere Pittsburgh Penguins-spiller, superstjernen Jaromír Jágr, målmanden John Grahame og forwarden Stanislav Tjistov.
Efter en sæsonstart, der var alt andet end overbevisende, blev cheftræneren, Sergej Gersonskij, fyret efter blot seks kampe. Han tog senere retslige skridt over for klubben for at opnå kompensation, som han angiveligt havde krav på i henhold til sin kontrakt. Efter adskillige høringer og appeller blev Gersonskij tilkendt 1 million rubler, hvilket var en mindre brøkdel af hans oprindelige krav. Canadieren Wayne Fleming overtog tjansen som ny cheftræner.
Den 13. oktober 2008 omkom den unge forward Aleksej Tjerepanov efter at være kollapset på bænken under en kamp mod Vitjaz Tjekhov. Han spillede et skift med holdkammeraten Jaromír Jágr, og de to spillere talte sammen på bænken kort efter de forlod isen, da Tjerepanov pludselig kollapsede. Efter at være blevet tilset på bænken blev han båret til omklædningsrummet, hvor han blev kortvarigt blev genoplivet, inden han hastedes til intensiv behandling på et hospital, men det var for sent. Ambulancen, der normalt var til stede ved alle kampe, var allerede kørt og måtte tilbagekaldes. Lægerne ankom 12 minutter efter Tjerepanovs kollaps, og batteriet i den defibrillator, der blev anvendt til forsøg på at genstarte Tjerepanovs hjerte, var fladt. Det tog ca. 20 minutter at transportere ham til et hospital. Under lægebehandlingen i Tjekhov blev han kortvarigt genopliver to gange, inden han endelig udåndede.
Den 29. december 2008 oplyste russiske efterforskere, at Aleksej Tjerepanov led af myocarditis, en tilstand hvor hjertet ikke modtager tilstrækkeligt med blod, og han burde derfor ikke have spillet professionel ishockey. Den føderale efterforskningskomite oplyste endvidere, at en kemisk analyse af Tjerepanovs blod og urin fik eksperter til at konkludere, at "i adskillige måneder havde Aleksej Tjerepanov anvendt doping." Officielle kilder har udtalt, at det forbudte stof, han havde indtaget, var nikethamid (en stimulant), og at det var blevet taget tre timer før den kamp, han døde i.
Avangard-direktør Mikhail Denisov blev efterfølgende fyret, og ligaens disciplinærudvalg fratog klubbens læger deres rolle, og lagde op til, at general manager Anatolij Bardin og klubformand Konstantin Potapov blev suspenderet, indtil den russiske føderale anklagers undersøgelser var afsluttet. Anatolij Bardin blev senere genindsat som klubben general manager.
Samtidig fortsatte Avangards dårlige indsats på isen. Det medførte bl.a. en bizar hændelse, da Anatolij Bardin bad Wayne Fleming om at forlade bænken i den anden periodepause i en hjemmekamp mod Vitjaz Tjekhov. På mindre end en måned blev cheftræneren løst fra sit ansvar og erstattet af den uerfarne Igor Nikitin. Avangard sluttede grundspillet på 16.-pladsen og kvalificerede sig dermed lige nøjagtig til slutspillet på yderste mandat. Men holdet overraskede alle ved at slå vinderen af grundspillet, Salavat Julajev Ufa ud af turneringen med en sejr på 3-1 i kampe. Derudover var Avangard kun 15 sekunders spil fra at besejre de senere vindere af slutspillet, Ak Bars Kazan, i kvartfinalen men kunne ikke forsvare sin etmålsføring i den afgørende kamp i TatNeft Arena, som de endte med at tabe på et overtidsmål.

#### 2009–10
Klubben fik solid forstærkning i sommerpausen, da den indgik kontrakter med Karri Rämö og Lasse Kukkonen, og med Anton Babtjuk og Denis Kuljasj i løbet af sæsonen. Holdet udviste imidlertid hurtigt mangel på kvalitet i angrebet, eftersom cheftræner Igor Nikitin manglede spillere, der var i stand til at spille i førstekæden sammen med Jaromír Jágr, og holdet havde derfor vanskeligt ved at indfri tilhængernes forventninger.
Den 9. januar 2010 udbrød et kæmpe slagsmål i en kamp mod Vitjaz Tjekhov. Konflikten begyndte allerede under opvarmningen inden kampen, hvor Darcy Verot med vilje skød en puck mod Lasse Kukkonen, hvilket fik Aleksandr Svitov til at gå i brechen for sin holdkammerat, Kukkonen. Kort efter kampens start udfordrede Brandon Sugden Svitov til en slåskamp, som eskalerede, indtil den omfattede alle de otte andre markspillere på banen. Der opstod efterfølgende flere slåskampe, hvilket sluttelig resulterede i et slagsmål, der involverede samtlige spillere på isen, på udskiftningsbænkene og i straffeboksene. Dommerne var tvunget til at stoppe kampen efter blot 3 minutter og 39 sekunder af første periode, da der sammenlagt kun var fire spillere tilbage på de to hold, der kunne spille kampen. Kampen satte en ny verdensrekord med i alt 840 udvisningsminutter. I kølvandt på kampen idømte KHL store bøder til begge hold, adskillige spillere på begge hold samt begge cheftrænere, ligesom seks Vitjaz-spillere og Avangard-spilleren Dmitrij Vlasenkov, der havde forladt bænken som den første under et slagsmål, blev idømt karantæner. KHL fastsatte også resultatet af kampen til et nederlag på 5–0 for begge hold, så begge hold fik 0 point for kampen.
Slåskampene syntes imidlertid at have givet holdet et skud moral, da de vandt de næste seks kampe. Middelmådigheden vendte dog hurtigt tilbage, og Nikitin blev fyret og udskiftet med Raimo Summanen få timer inden starten på slutspillet. Den nye træner kunne dog heller ikke opfylde forventningerne, og holdet tabte tre kampe i træk til Neftekhimik Nizjnekamsk og blev slået ud i første runde.

## Titler og bedrifter

### Sovjetisk mesterskab
Pervaja Liga (næstbedste liga)
- Vinder (1): 1989-90 (øst-zonen).

### Russisk mesterskab
- Vinder (1): 2003-04.
- Nr. 2 (3): 2000-01, 2005-06, 2011-12.
- Nr. 3 (2): 1995-96, 2006-07.

### IHL
- Nr. 3 (1): 1995-96.

### Ruslands Superliga
- Vinder (1): 2003-04.
- Nr. 2 (2): 2000-01, 2005-06.
- Nr. 3 (1): 2006-07.

### KHL

#### Gagarin-pokalen
- Finalist (1): 2011-12.

#### Kontinental-pokalen
- Vinder (1): 2010-11.

### Europæiskebedrifter
Mesterholdenes Europa Cup
- Vinder (1): 1994-95.

IIHF Continental Cup
- Nr. 2 (1): 2006-07.

## Trænere
- Vladimir Kukusjkin, 1955–58
- Valentin Skibinskij, 1958–60
- Vladimir Kukusjkin, 1960–62
- Aleksand Prilepskij, 1962–63
- Vladimir Murasjov, 1963–64
- Mikhail Zajtsev, 1964
- Nikolaj Koksjarov, 1964–66
- Jevgenij Dzejarskij, 1965–66
- Valentin Skibinskij, 1966–69
- Jevgenij Babitj, 1969–70
- Ivan Kratjevskij, 1970–74
- Jurij Romanenko, 1974–76
- Mark Sudat, 1976–82
- Leonid Sjtjukin, 1982–83
- Aleksandr Tytjkin, 1983–87
- Leonid Kiseljev, 1987–97
- Vladimir Golubovitj, 1997–00
- Gennadij Tsygurov, 2000–02
- Ivan Hlinka, 2002–03
- Sergej Gersonskij, 2003
- Valerij Belusov, 2003–07
- Sergej Gersonskij, 2007–08
- Wayne Fleming, 2008–09
- Igor Nikitin, 2009–10
- Raimo Summanen, 2010–11
- Rostislav Čada, 2011
- Raimo Summanen, 2011–12
- Petri Matikainen, 2012–13
- Miloš Říha, 2013–14
- Jevgenij Kornukhov, 2014
- Raimo Summanen, 2014–15
- Jevgenij Kornukhov, 2015–16
- Fjodor Kanarejkin, 2016–